# Bonaparte cruzando os Alpes
Bonaparte cruzando os Alpes (também chamado Napoleão cruzando os Alpes, apesar da existência de uma pintura homônima) é um tema de um conjunto de pinturas a óleo de 1848-1850 que retratam Napoleão Bonaparte, realizado pelo artista francês Paul Delaroche. A cena ilustrada mostra Napoleão montado numa mula, guiando o seu exército através dos Alpes,[I] uma viagem realizada na primavera de 1800, na sua tentativa de surpreender as tropas austríacas em Itália.
A obra foi inspirada na série de cinco pinturas de Napoleão cruzando os Alpes (1801-1805) realizadas por Jacques-Louis David. As obras de David também mostram a viagem de Napoleão pelo passo do Grande São Bernardo; no entanto, há importantes diferenças estilísticas entre ambas as concepções. O Napoleão de Paul Delaroche tem frio e está cansado, enquanto que o de David veste um uniforme pristino e é idealizado como herói. Delaroche dá uma imagem mais realista e mais humana, incidindo nos perigos da montanha e no olhar melancólico do líder.
Apesar de a pintura ser uma das pioneiras deste novo estilo, a obra foi criticada por várias autoridades no tema. Os seus motivos eram variados: desde a representação da cena, até à desaprovação geral do próprio Delaroche. Muitos dos que aderiam a esta última opinião sentiam que Delaroche tinha tentado captar de algum modo o génio de Napoleão mas falhara na tentativa.

## Antecedentes

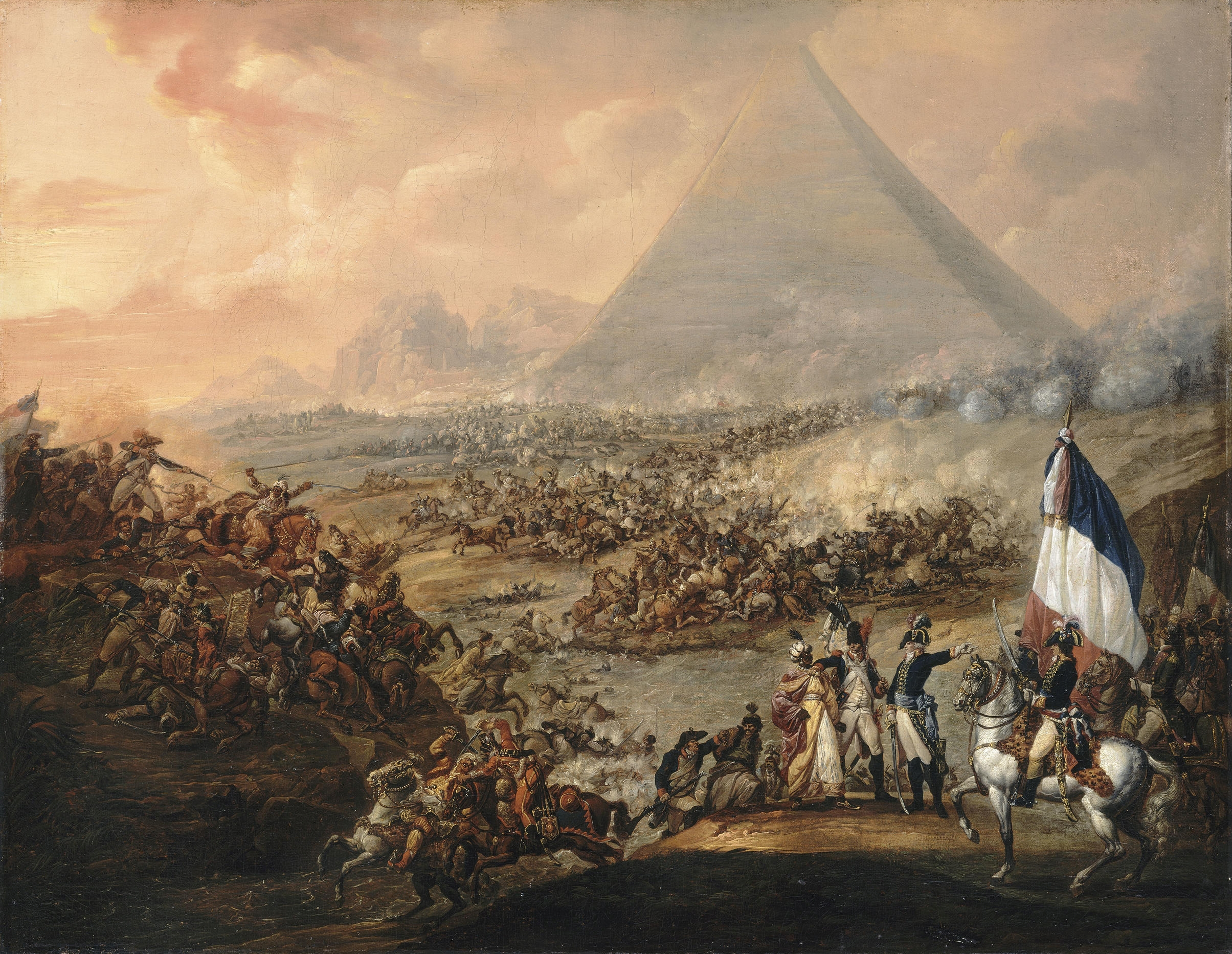
A batalha das Pirâmides (1798-1799) de François-Louis-Joseph Watteau mostra a batalha do mesmo nome, ocorrida durante a campanha do Egipto realizada por Napoleão (Museu de Belas Artes de Valenciennes, França).

### Contexto histórico
Como parte da sua campanha de 1798 durante as Guerras Revolucionárias Francesas, Napoleão preparou a invasão e conquista do Egito, que nessa época era uma província do Império Otomano. Essa acção militar prometia grandes benefícios, como por exemplo assegurar os interesses comerciais da França e impedir o acesso dos britânicos à Índia. Para o primeiro dia de Julho desse mesmo ano, Napoleão tinha desembarcado na costa egípcia. No entanto, depois de uma prolongada cadeia de conflitos que resultaram em enormes perdas, a campanha acabou com a vitória otomano-britânica e Napoleão regressou à França.
Em 1799 inicia-se, com o golpe de estado de 18 de Brumário, a ditadura napoleónica. Preparou-se uma reforma constitucional e tomaram-se medidas para assegurar a ordem social em França, acompanhando as medidas na economia com o desterro dos jacobinos. Bonaparte aumentava por via destas medidas a sua popularidade mas também graças às suas contínuas aparições públicas, exercendo o papel de salvador da pátria.
Entretanto as forças austríacas tinham voltado a tomar a Itália, beneficiando da dispersão do exército francês no norte de África. Para recuperar a sua vantagem, em 1800 Bonaparte planeou lançar um assalto de surpresa ao exército austríaco destinado à República Cisalpina. Baseado no pressuposto de que os austríacos jamais esperariam que o grande exército napoleónico fosse capaz de atravessar os Alpes, optou por tomar essa rota, escolhendo o passo de montanha mais curto (o Passo do Grande São Bernardo), que lhe permitiria alcançar o seu destino tão rapidamente quanto possível.
Em 15 de Maio de 1800, Napoleão e o seu exército de 40 000 homens (sem incluir a artilharia de campanha e os vagões de carga, 35 000 na artilharia ligeira e infantaria, e 5 000 de cavalaria) começaram a árdua viagem pelas montanhas.[II] Durante os cinco dias que demorou a passagem, o exército napoleónico consumiu quase 22 000 garrafas de vinho, mais de uma tonelada e meia de queijo e cerca de 800 kg de carne.

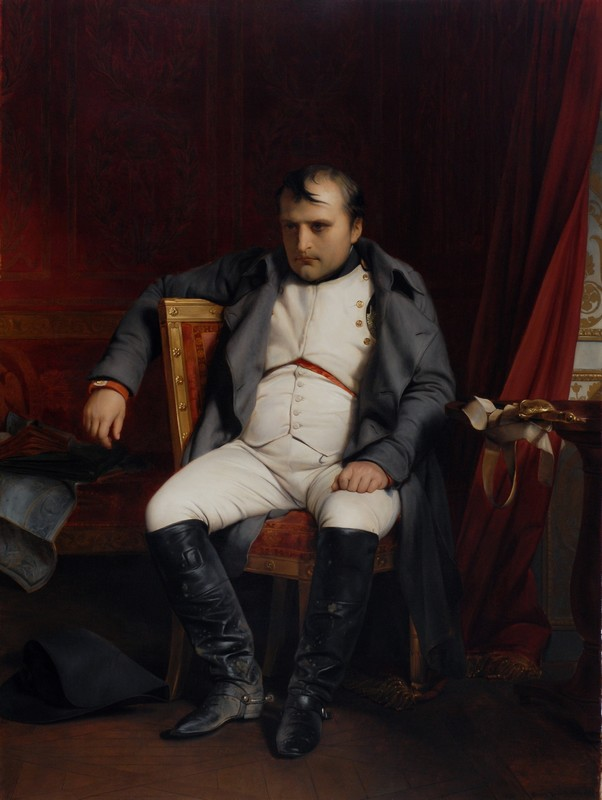
Napoleão na véspera da sua primeira abdicação, em 4 de abril de 1814 (Napoléon abdiquant à Fontainebleau"), pintura a óleo de Delaroche, 1845 (Museu de Artes Plásticas de Leipzig, Alemanha). Nesta obra do mesmo autor, que antecede em três anos as pinturas da travessia dos Alpes, já se retrata a figura do imperador num sentido realista.

Depois de cruzar os Alpes, Napoleão começou as operações militares contra o exército austríaco. Apesar do começo pouco auspicioso da campanha, as forças austríacas foram obrigadas a retroceder até Marengo (junto de Alessandria, no Piemonte) depois de quase um mês. Aí foi onde em 14 de Junho teve lugar uma grande batalha que acabou com a retirada dos austríacos da península italiana. Embora o exército de Napoleão resultasse vitorioso, foi o que sofreu mais baixas: aproximadamente 1 100 face às 960 dos austríacos.[III]

### Paul Delaroche
Os primeiros trabalhos de Paul Delaroche foram baseados no Antigo Testamento, mas pouco a pouco o seu interesse foi variando para cenas da história inglesa e francesa. Ele «combinava a sua habilidade para as cores com o seu interesse em cenas particulares da história.» Bonaparte cruzando os Alpes, que foi pintada apenas oito anos antes da morte de Delaroche, exemplifica este período na sua carreira.
Delaroche (cujo verdadeiro nome era Hippolyte e não Paul, que escolheu para se distinguir do pai) recebeu de Arthur George, 3º conde de Onslow, coleccionador de artigos relacionados com Napoleão, a comissão de pintar um retrato realista.
Paul Delaroche, que já havia retratado Napoleão segundo os preceitos do realismo, repetiu o tema algumas vezes, pintando obras muito semelhantes. Duas das versões mais conhecidas desta obra são as que estão em Paris no Museu do Louvre, de 1848 e com 289 × 222 cm, e em Liverpool na Walker Art Gallery, de 1850 e com 279,4 × 214,5 cm. A Rainha Vitória tinha uma versão do quadro de menor dimensão.
Deixando de lado a encomenda, Delaroche inspirou-se para criar esta obra devido ao que sentia: que ele se parecia com Napoleão e que os seus feitos eram comparáveis com os deste. É provável que a pintura de Delaroche seja precisa historicamente; os pormenores como as vestes de Napoleão parecem ter sido investigados pelo artista no seu esforço por lhe conferir autenticidade.

## Obra

A versão de Jacques-Louis David da cena difere enormemente do pensamento de Delaroche de Napoleão cruzando os Alpes (Castelo de Malmaison, Yvelines, França).

### Encomenda da obra
Arthur George, 3º conde de Onslow, encomendou a realização da pintura logo que ele e Delaroche visitaram o Louvre em Paris, onde viram a versão de David. A obra tinha voltado a ser exposta há pouco tempo, depois de uma renovação do interesse em Napoleão, quase 40 anos depois do seu exílio.[IV] George, que tinha uma colecção considerável de parafernália napoleónica, achava tal como Delaroche que a pintura não reflectia a realidade e encarregou a criação de uma representação mais realista.

### Contraste com a representação de David
O contraste entre a representação de Jacques-Louis David da mesma cena (de Napoleão atravessando os Alpes a caminho de Itália), que foi um retrato solicitado pelo rei de Espanha[V] para dar a Napoleão de presente, e a representação de Delaroche em Bonaparte cruzando os Alpes é evidente.
A primeira e mais importante diferença está em Napoleão, nas suas vestes e em seu tamanho. David mostra Napoleão vestido com um uniforme colorido e imaculado, acompanhado por uma capa estendida. Por outro lado, a versão de Delaroche apresenta Napoleão com um casaco cinzento bastante comum que tem o único propósito de manter afastado o frio mais que mostrá-lo como o símbolo que podia ter representado: o de um líder militar poderoso e galante, que é a impressão que se recebe da versão de David.
No entanto, existe outra diferença significativa no mesmíssimo Napoleão, no seu estado mental. O Napoleão de David é exuberante, seguro da sua liderança do exército francês e da sua capacidade para cruzar os Alpes e derrotar os austríacos em Itália. Por outro lado, o de Delaroche está cansado e amargurado pelo cruel frio; os olhos e a cara inexpressiva evidenciam o seu cansaço, o seu esgotamento como resultado de uma longa e instável viagem.
A última diferença de importância (deixando de lado o verdadeiro cenário, os homens que se pode ver à distância etc.) é em relação ao animal que Napoleão monta. Na versão de David, Napoleão está sobre um corcel grande e forte de larga crina; esta questão na versão de David é irrefutavelmente falsa: é sabido que Napoleão montou uma mula durante a travessia (a qual tomou emprestada de um camponês local), e não um cavalo. A presença de um cavalo em lugar de uma mula foi um dos principais motivos de crítica formulados por Delaroche em relação à versão de David e a base da sua afirmação quanto a Bonaparte cruzando os Alpes, onde há uma mula, e é uma representação mais realista da cena.

## Análise

### Cenário

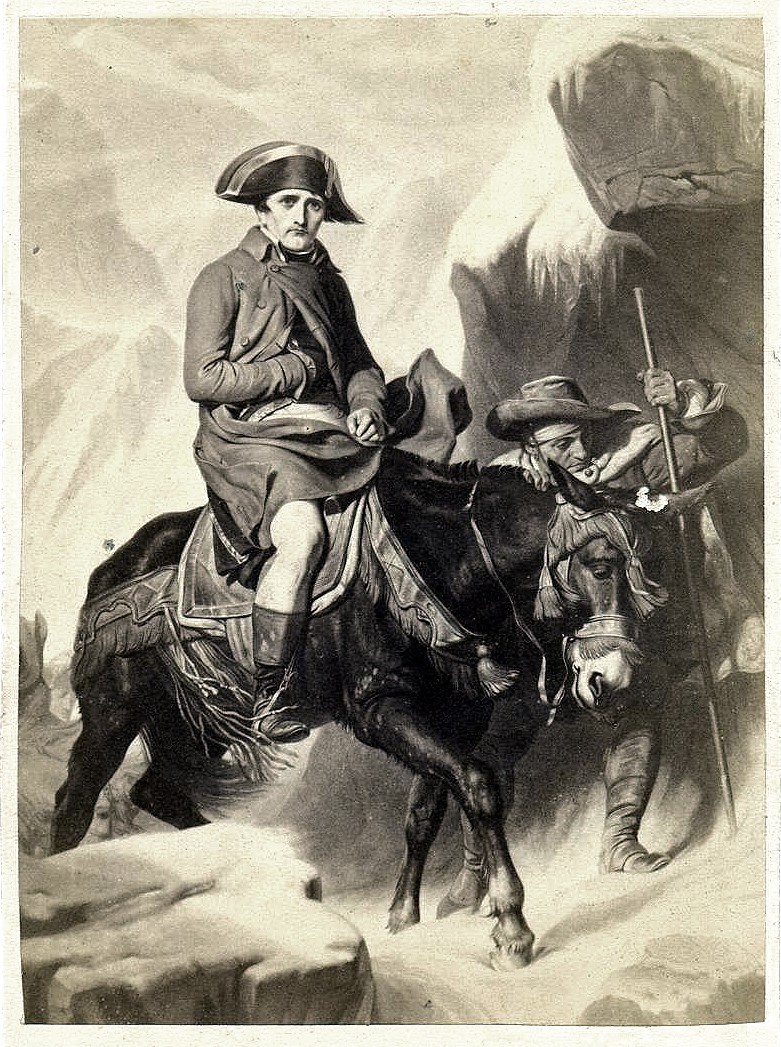
Gravura feita para a Casa Goupil a partir da pintura exposta no Museu do Louvre. Notam-se algumas ligeiras modificações em relação à obra que está em Liverpool na Walker Art Gallery, nomeadamente a ausência da figura montada seguindo Napoleão.

Na obra pode apreciar-se Napoleão vestindo roupas apropriadas para a circunstância: por cima do seu uniforme enverga um sobretudo que o envolve firmemente, no qual mantém abrigada a sua mão direita, sem luvas, conservando uma réstia de dignidade graças ao bicorne de borde dourado que usa na cabeça. A mula sobre a qual viaja está subnutrida, cansada pelo seu calvário através dos Alpes. À esquerda da mula aparece o seu guia, Pierre Nicholas Dorsaz, que deve seguir adiante e fazer avançar a mula, e se apoia pesadamente sobre o bastão a que se agarra com a sua mão esquerda para continuar; as suas vestes estão gastas pelo clima; o seu rosto, vermelho do frio. Não tem o luxo de viajar montado num animal já que deve deslocar-se independentemente sobre o terreno. Podem ver-se outros membros do séquito de Napoleão um pouco atrás dele; as suas figuras robustas acentuam a fragilidade de Bonaparte.
Os elementos pertencentes ao frio e duro ambiente dos Alpes são evidentes: as montanhas distantes cobertas de neve erguem-se atrás de Napoleão e companhia, enquanto que à sua esquerda aparece uma ravina, e o caminho sob os seus pés tem uma espessa camada de neve.
Napoleão aparenta encontrar-se no mais alto das montanhas, e parece ser um homem mortal e em perigo. Embora em certo sentido isto pareça diminuir a figura de Napoleão (e contrastar em extremo com a versão de David, que o mostra imune ao frio e sob uma luz heroica), a obra de Delaroche não pretendia retratá-lo de um modo hostil ou impróprio. Delaroche desejava representar Napoleão como um homem de carne e osso (e não como um monarca taumaturgo como acontece na obra Bonaparte visitando as vítimas da peste de Jafa de Antoine-Jean Gros), optando por representar um homem que também sofria e passava por penúrias em suas façanhas mais ousadas. Sentiu que mostrando-o tal como deveria ter estado nessas circunstâncias não se separaria em absoluto do seu estatuto como ícone nem do seu legado, mas que o transformava numa pessoa ainda mais admirável.

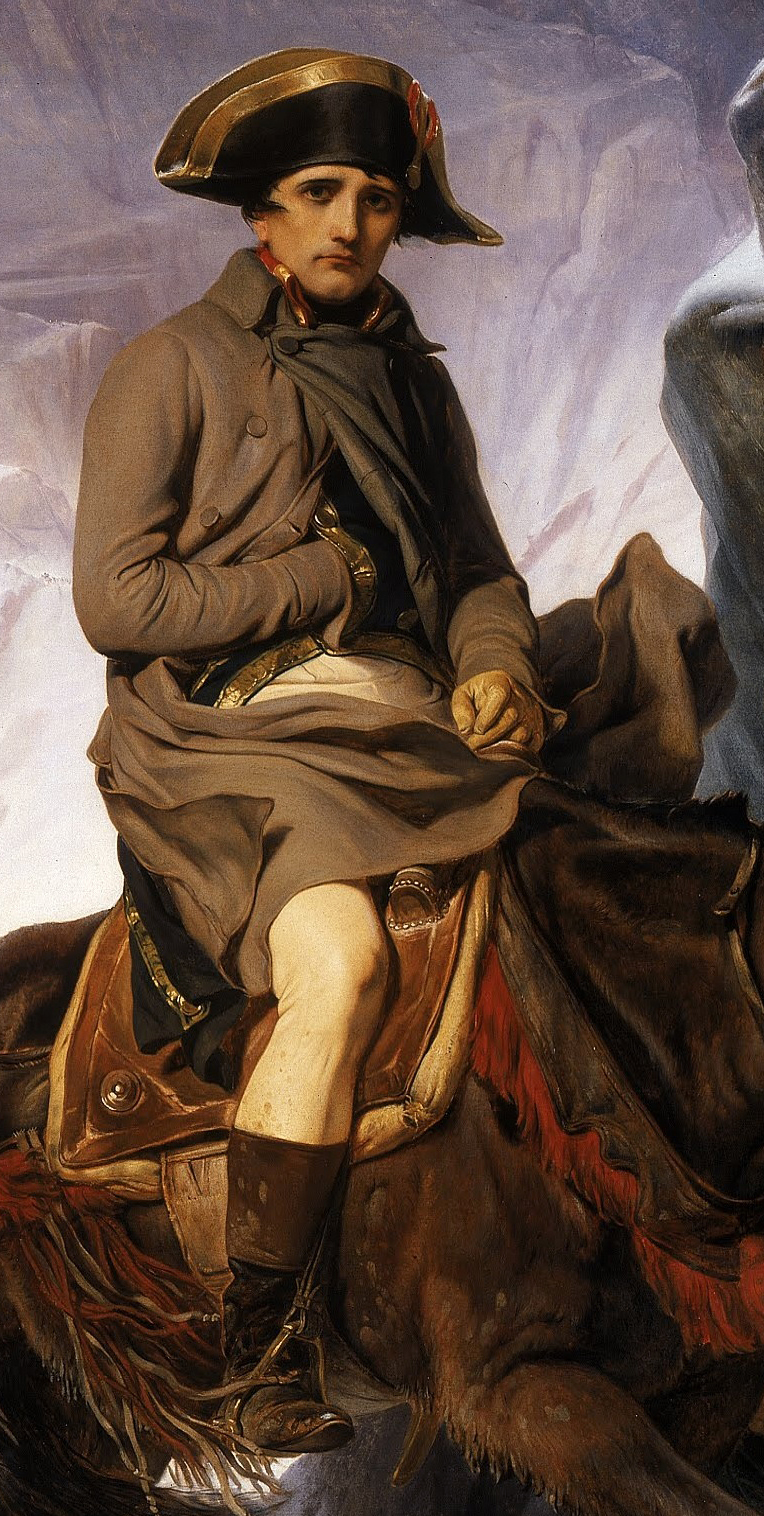
A luz âmbar cai sobre Napoleão, permitindo a introdução do contraste.

### Estilo artístico
Juntamente com a massa branca que se pode ver atrás de Napoleão, o brilho âmbar do Sol, proveniente do lado oeste em relação à posição do grupo de Napoleão, é a fonte de luz central na pintura. Unida com as sombras, esta produz contraste, e, por meio da iluminação, enfatiza os aspectos chave da cena; isto pode apreciar-se particularmente na luz que cai sobre o peito de Bonaparte. Napoleão e a mula que monta têm uma textura muito rica visualmente devido ao contraste de luz e sombra, tal como o guia que conduz à mula. As camadas de gelo e neve também aparecem ainda mais brancas pela luz solar do oeste, iluminando toda a cena. No entanto, a saliência à esquerda do guia e as patas da mula produzem sombras que equilibram a iluminação do quadro.
O esquema e tons de textura que Delaroche utiliza nesta pintura são bastante pormenorizados e estudados, em especial em relação às figuras mais importantes; este aspecto da obra foi descrito como sendo «…representado com uma fidelidade que não omitiu as rugas do vestuário, a textura peluda do quadrúpede, nem o pormenor no arnês nem as suas espaldas.» A pelagem da mula foi texturada intensamente e pintada em pormenor para que parecesse dura e hirsuta à vista, e a própria mula extenuada pelo cansaço. A mesma técnica se aplicou aos adornos vermelhos e amarelos que cobrem e pendem do animal.
O pormenor central em Napoleão aplica-se ao seu casaco, nas suas pregas e rugas. Grande parte do pormenor e da diversidade das texturas concedem-se também ao guia, em particular a seu rosto, à sua túnica verde sacudida pelo vento, e às suas botas de couro.
O cuidado no pormenor e a precisão literal que Delaroche pôs nesta pintura evidenciam e mostram a lenta mas firme evolução do realismo dentro da arte durante o século XIX, e como começou a crescer a sua popularidade.

## Recepção
A obra, pese a tentativa de mostrar Napoleão de forma realista, foi criticada por várias autoridades no tema devido a múltiplas razões. Alguns desaprovavam a eleição da cena, enquanto que outros criticavam directamente Delaroche dizendo, em certo modo, que pretendeu imitar o génio de Napoleão sem o conseguir.
Pouco depois de estar terminado, o quadro foi levado a Inglaterra e aí, em 1850, o crítico da Athenaeum,[VI] uma revista literária, escreveu uma resenha. Os comentários efectuados pela revista sobre a obra indicam que, apesar de elogiar a pintura em várias das suas características, Delaroche era criticado por vários motivos:
| “ | Um oficial com traje francês montado sobre uma mula é conduzido por um camponês tosco através de um perigoso passo de montanha cujo rasto apenas é discernível no meio da neve; e este ajudante de campo só é visível num barranco dos imponentes Alpes. Estes feitos foram representados com uma fidelidade que não omitiu as rugas das roupas, a textura peluda do quadrúpede, nem o pormenor no arnês. O amontoado de neve, o solitário raio de sol num momento passageiro, tudo foi dotado de uma verosimilhança que resultará adorável para quem exalta a Escola Holandesa pelas suas características similares na mais absoluta excelência. Mas será em vão a busca de M. Delaroche do nobre e ousado génio que levou o humilde tenente de Ajaccio a converter-se em senhor e árbitro do destino da maior parte da Europa. | ” |

Algumas pessoas ficaram desapontadas com as obras de Delaroche em geral e, em particular, com Bonaparte cruzando os Alpes, criticando o que foi descrito como o seu «baixo nível artístico.» Entre tais críticas se inclui The Gentleman's Magazine, onde se publicou o seguinte texto:
| “ | Tudo revela uma modificação no seu estilo, mas não uma que seja feliz. As suas obras mais recentes não estão calculadas para recuperar a simpatia que tinha perdido. Deve-se confessar que Delaroche é um artista talentoso mais que um génio. A sua educação e dedicação pelo estudo acreditam-no como pintor, mas não como artista no verdadeiro sentido da palavra. Fracassou na missão de todo o artista: fazer avançar a educação das massas; quando esteve em seu poder impulsionar, cedeu; foi um reflexo, mas não uma luz; e em lugar de elevar o público até à sua obra, baixou-a até ao público. | ” |

Não é claro se Delaroche perdeu a simpatia que tinha ganho pelo seu encarceramento ou pela sua nomeação como Primeiro Pintor, mas parece que The Gentleman's Magazine não sentia que o pintor estivesse a trazer nada de novo ao espectro artístico com o seu emprego do realismo dentro da pintura.